# Odontopera homales
Odontopera homales är en fjärilsart som beskrevs av Louis Beethoven Prout 1922. Odontopera homales ingår i släktet Odontopera och familjen mätare. Inga underarter finns listade i Catalogue of Life.